# Michael Svendsen
Michael Svendsen (Skive, 1967. május 31. –) dán nemzetközi labdarúgó-játékvezető.

## Pályafutása

### Nemzeti játékvezetés
2002-ben lett az I. Liga játékvezetője. Az aktív nemzeti játékvezetéstől 2013. május 20-án vonult vissza. Super ligás mérkőzéseinek száma: 113.

### Nemzetközi játékvezetés
A Dán labdarúgó-szövetség Játékvezető Bizottsága (JB) terjesztette fel nemzetközi játékvezetőnek, a Nemzetközi Labdarúgó-szövetség (FIFA) 2004-től tartotta nyilván bírói keretében. Több nemzetek közötti válogatott és klubmérkőzést vezetett. FIFA JB besorolás szerint 3. kategóriás bíró. A dán nemzetközi játékvezetők rangsorában, a világbajnokság-Európa-bajnokság sorrendjében többedmagával a 18. helyet foglalja el 2 találkozó szolgálatával. Az aktív nemzetközi játékvezetéstől 2012-ben a FIFA 45 éves korhatárát elérve búcsúzott. Válogatott mérkőzéseinek száma: 7.

#### Világbajnokság
A világbajnoki döntőhöz vezető úton Dél-Afrikába a XIX., a 2010-es labdarúgó-világbajnokságra a FIFA JB bíróként alkalmazta.

##### Selejtező mérkőzés
| Időpont             | Helyszín                          | Mérkőzés típusa           | Mérkőzés         | Eredmény | Nézők száma |
| ------------------- | --------------------------------- | ------------------------- | ---------------- | -------- | ----------- |
| 2009. szeptember 9. | Nemzeti Saupin Stadion, Ramat-Gan | előselejtező (2. csoport) | Izrael–Luxemburg | 7 – 0    | 7038        |

#### Európa-bajnokság
Az európai labdarúgó torna döntőjéhez vezető úton Ausztriába és Svájcba a XIII., a 2008-as labdarúgó-Európa-bajnokságra az UEFA JB játékvezetőként foglalkoztatta.

##### Selejtező mérkőzés
| Időpont           | Helyszín                  | Mérkőzés típusa           | Mérkőzés                   | Eredmény | Nézők száma |
| ----------------- | ------------------------- | ------------------------- | -------------------------- | -------- | ----------- |
| 2007. október 13. | Tsentralny Stadion, Homel | előselejtező (G. csoport) | Fehéroroszország–Luxemburg | 0 – 1    | 14 000      |

#### Nemzetközi kupamérkőzések

##### UEFA-kupa
| Időpont            | Helyszín                        | Mérkőzés típusa              | Mérkőzés                           | Eredmény |
| ------------------ | ------------------------------- | ---------------------------- | ---------------------------------- | -------- |
| 2007. augusztus 2. | Bozsik József Stadion, Budapest | első selejtező (2. mérkőzés) | Budapest Honvéd FC–FC Nistru Otaci | 1 – 1    |